# 瑞典足球協會
瑞典足球協會（瑞典語：Svenska Fotbollförbundet，簡稱SvFF）是瑞典的足球主管團體，總部設於索尔纳市镇，負責管理瑞典足球联赛系统、瑞典盃及瑞典國家足球隊。
瑞典足球協會成立於1904年12月18日，是國際足協及歐洲足協的創會會員。

## 历届主席
自1984年以来：
- 伦纳特·约翰松（英语：Lennart Johansson） (1984–1990)
- 拉尔斯-阿克·拉格雷尔（英语：Lars-Åke Lagrell） (1991–2011)
- 卡尔-埃里克·尼尔松（英语：Karl-Erik Nilsson (referee)）  (2012–2023)
- 弗雷德里克·赖因费尔特 (2023–)

## 外部連結
- Swedish Football Association （页面存档备份，存于） (official website)
- Sweden （页面存档备份，存于） at FIFA site
- Sweden （页面存档备份，存于） at UEFA site